# Huinan, Shanghai
Huinan (kinesiska: 惠南镇, 惠南) är en köping i Kina. Den ligger i Pudong i storstadsområdet Shanghai, i den östra delen av landet, omkring 35 kilometer sydost om den centrala stadskärnan. Antalet invånare är 213845. Befolkningen består av 104 742 kvinnor och 109 103 män. Barn under 15 år utgör 10,0 %, vuxna 15-64 år 80 %, och äldre över 65 år 8,0 %.